# Halocyprida
A Halocyprida a kagylósrákok Myodocopa alosztályának egyik rendje.

## Jellemzői
A Halocypridák általános jellemvonásai a következők:
- a carapax lehet szögletes (a dorsalis oldal egyenes, rostrummal) vagy többé-kevésbé kerekded alakú (ekkor hiányzik a rostrum, de a mellső peremen erős tüskék jelennek meg)
- az első esetben az izombenyomatok megnyúltak és nehezen észlelhetők, a második esetben az izombenyomatok a teknők központjában helyezkednek el és többé-kevésbé kerekded alakúak
- az összenövési zóna kesekeny, a póruscsatornák ritkák

Ebbe a rendbe tengeri pelágikus fajok tartoznak.

## Rendszertan
A Halocypridák rendjén belül két alrend különíthető el:
-Cladocopina
-Halocypridina